# Balboa Park

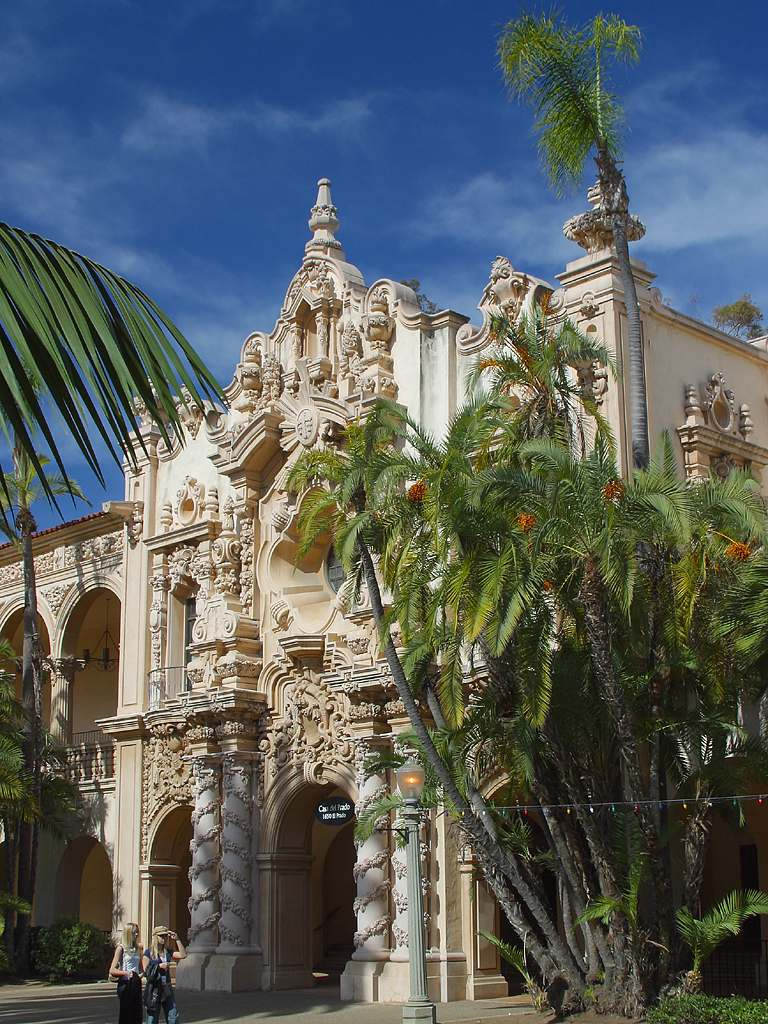
Balboa Park

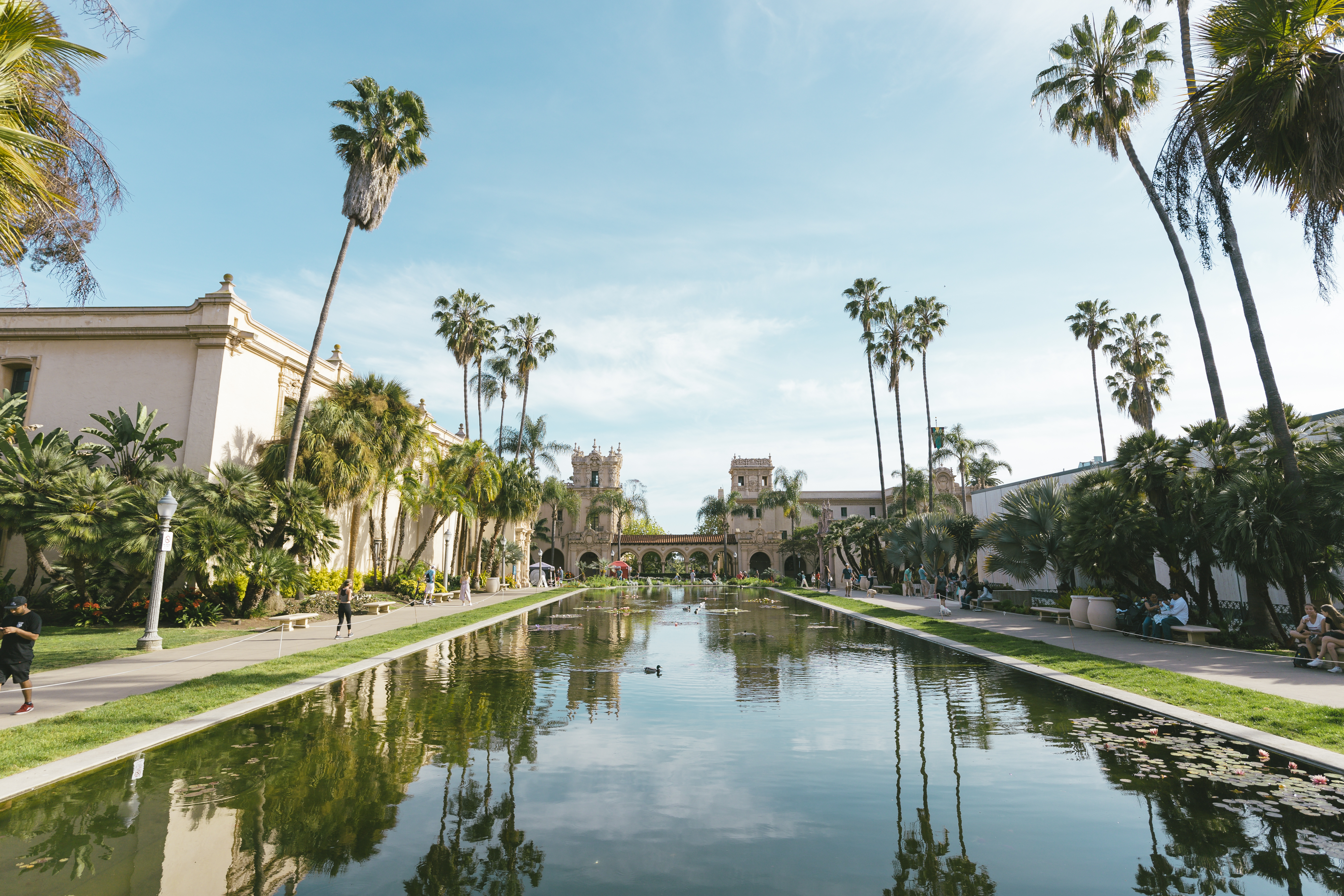
Lily Pond, Balboa Park, San Diego, California

Der Balboa Park ist die größte öffentliche Grünanlage der Stadt San Diego, Kalifornien (USA).
Der Park umfasst eine Fläche von 4,9 km² und beherbergt eine Vielzahl von kulturellen Einrichtungen und Museen.
In unmittelbarer Nähe befindet sich auch der weltberühmte San Diego Zoo. Benannt ist der Park nach dem spanischen Entdecker Vasco Núñez de Balboa.

## Geschichte
Der Park wurde 1868 nahe dem damaligen Stadtkern Newtown (heute Downtown San Diego) gegründet. In den ersten Jahrzehnten seines Bestehens blieb der Park nicht viel mehr als eine unbebaute Grünfläche. Mit der Zeit entstanden jedoch auf Initiative der Botanikerin und Landschaftsarchitektin Kate Sessions (1857–1940) einige Gärten und Gebäude auf dem Gelände. Die Gärten wurden zumeist von privaten Initiativen gegründet und erhalten. Jährlich spendeten verschiedene Firmen Bäume und andere Pflanzen zur Verschönerung der Parkanlage.

### Panama-Kalifornien Ausstellung: 1910–1916
Die Ausstellung sollte die Fertigstellung des Panamakanals feiern und ihre Tore 1915 öffnen. San Diego wurde ausgewählt, weil es die erste US-amerikanische Hafenstadt nördlich des Panamakanals war. Die Ausstellungsplanung begann 1909, und schnell wurde der Balboa Park als Standort gewählt.
Es wurde entschieden, dass die Gebäude die Frühgeschichte von San Diego reflektieren sollten, als leitender Architekt wurde Bertram Goodhue bestimmt. Goodhue, der von dieser Idee begeistert war, nahm die Gelegenheit wahr und erschuf eine Fantasiestadt mit reich verzierten Gebäuden. So präsentiert, hob sich die Ausstellung von den meisten vorhergehenden Ausstellungen ab, die im neoklassischen Stil erbaut worden waren. Das heutige Aussehen des Balboa Parks stammt zum größten Teil aus dieser Zeit.
Am 22. Dezember 1977 wurde der Balboa Park als Historic District in das National Register of Historic Places aufgenommen. Damit verbunden war auch eine Anerkennung als National Historic Landmark.